# Российско-сенегальские отношения
Российско-сенегальские отношения — двусторонние дипломатические отношения между Россией и Сенегалом. Дипломатические отношения были установлены 14 июня 1962 года. В 1992 году Сенегал признала Российскую Федерацию в качестве правопреемника Советского Союза. У России есть посольство в Дакаре, а Сенегал имеет посольство в Москве.
- Чрезвычайный и Полномочный Посол Российской Федерации в Сенегале — Дмитрий Викторович Кураков (с 2020 года).
- Чрезвычайный и Полномочный Посол Республики Сенегал в Российской Федерации — Жан-Батист Тиатьи Тин (с 2022 года).

## Российско-сенегальские отношения
В сентябре 2007 года министр иностранных дел России Сергей Лавров посетил Сенегал с официальным визитом, в ходе которого провёл переговоры с Президентом, Премьер-министром и Министром иностранных дел этой страны. В марте 2008 года Сергей Лавров находился в Дакаре для участия в 11-м саммите Организации Исламская конференция.
В феврале 2011 года Москву с рабочим визитом посетила делегация Республики Сенегал во главе с Государственным министром, Министром иностранных дел М. Ниангом. Состоялась его встреча с Сергеем Лавровым, были подписаны Межправительственное Соглашение о сотрудничестве в области рыболовства и межведомственный Меморандум о взаимопонимании между министерствами культуры.
спецпредставитель Президента Российской Федерации по сотрудничеству со странами Африки Михаил Маргелов в ноябре 2012 году посетил Дакар и был принят президентом Сенегала Маки Салем.
8 февраля 2011 года Межправительственным соглашением, согласно которому была создана Российско-Сенегальская смешанная комиссия по рыболовству. В феврале 2013 года Росрыболовство открыло в Дакаре свое представительство.
В 2013 году в Сенегале создана Ассоциация российских промышленников.
Внешнеторговый оборот между Россией и Сенегалом по итогам 2017 года, составил около 70 млн. долларов США. В Сенегал поставляются металл, удобрения, грузовые автомашины, отдельные продовольственные и промышленные товары.
18-21 июня 2018 года президент Сенегала Маки Саль находился с визитом в Москве. Визит был приурочен к началу чемпионата мира по футболу 2018 года. 20 июня 2018 года президент Сенегала встретился с Владимиром Путиным.
3 июня 2022 года, в Сочи президент России Владимир Путин провёл встречу с президентом Сенегала и по совместительству председателем Африканского союза Маки Салем, на которой обсуждались вопросы взаимодействия России с Африканским союзом, включая расширение политического диалога, а также экономического и гуманитарного сотрудничества со странами континента.